# اس‌اس سدارویل
اس‌اس سدارویل (به انگلیسی: SS Cedarville) یک کشتی بود که طول آن ۵۸۸٫۳ فوت (۱۷۹٫۳ متر) و ارتفاع آن ۳۰٫۸ فوت (۹٫۴ متر) بود. این کشتی در سال ۱۹۲۷ ساخته شد.